# Wyższa Szkoła Komunikacji Społecznej w Gdyni
Wyższa Szkoła Komunikacji Społecznej w Gdyni – uczelnia niepubliczna założona w Gdyni w 2003 roku przez grupę wykładowców trójmiejskich uczelni i wpisana do rejestru MENiS pod numerem 139.

## Władze
- Rektor: dr Andrzej Pawelczyk
- Prorektor: prof. dr hab. Miron Kłusak
- Dziekan: dr Dominik Olejnik
- Kanclerz: mgr Maria Iwaszko

## Historia
WSKS w Gdyni powstała w 2003 roku a pierwszym kierunkiem kształcenia, którym była Politologia. Uchwałą Państwowej Komisji Akredytacyjnej nr 134/2007 z dn. 8 marca 2007, otrzymała ocenę pozytywną za jakość kształcenia. W październiku 2009 roku uczelnia uruchomiła drugi kierunek - Pedagogikę. W 2010 roku WSKS uzyskała zgodę, MNiSW na prowadzenie zajęć na trzecim kierunku, Bezpieczeństwo narodowe.
Od 2006 roku WSKS jest wydawcą książki poświęconej historii Gdyni – Zeszyty gdyńskie. Tożsamość kulturowa-cywilizacyjna Gdyni.

## Kształcenie
Uczelnia daje możliwość podjęcia studiów pierwszego stopnia na trzech kierunkach:
- Politologia
- Pedagogika
- Bezpieczeństwo narodowe.

Dodatkowo formą kształcenia są studia podyplomowe z zakresu bezpieczeństwa, polityki oświatowej i pedagogiki:
- Animacja czasu wolnego, turystyki i rekreacji
- Animacja kultury z elementami edukacji dorosłych
- Bezpieczeństwo antyterrorystyczne
- Bezpieczeństwo informacji
- Bezpieczeństwo i higiena pracy
- Bezpieczeństwo osób i mienia
- Bezpieczeństwo w komunikacji lotniczej
- Bezpieczeństwo w komunikacji morskiej
- Komunikacja, negocjacje i mediacje w szkole
- Polityka oświatowa i zarządzanie oświatą
- Wykorzystanie technologii informacyjnych w edukacji wczesnoszkolnej
- Edukacja dla bezpieczeństwa
- Pedagogika pracy i doradztwo zawodowe
- Przygotowanie pedagogiczne w zakresie:
  - dydaktyki szkolnej
  - edukacji przedszkolnej i wczesnoszkolnej
  - socjoterapii i terapii pedagogicznej
- Wiedza o społeczeństwie i edukacja europejska.

## Publikacje
- ZESZYTY GDYŃSKIE NR 5 Tożsamość kulturowo-cywilizacyjna Gdyni, Gdynia w warunkach współczesnej unifikacji i dywersyfikacji kulturowo-cywilizacyjnej, Wyższa Szkoła Komunikacji Społecznej w Gdyni, Gdynia 2010
- ZESZYTY GDYŃSKIE NR 4 Tożsamość kulturowo-cywilizacyjna Gdyni, Gdynia w warunkach współczesnej unifikacji i dywersyfikacji kulturowo-cywilizacyjnej, pod redakcją dr Heleny Głogowskiej i ks. dr. Mirosława Gawrona, Wyższa Szkoła Komunikacji Społecznej w Gdyni, Gdynia 2009
- Polski wrzesień 1939 w Gdyni, G. Piwnicki, B. Zalewski, Wyższa Szkoła Komunikacji Społecznej w Gdyni, Gdynia 2009
- ZESZYTY GDYŃSKIE NR 3 Tożsamość kulturowo-cywilizacyjna Gdyni, Gdynia w warunkach współczesnej unifikacji i dywersyfikacji kulturowo-cywilizacyjnej, pod redakcją dr Heleny Głogowskiej i ks. dr. Mirosława Gawrona, Wyższa Szkoła Komunikacji Społecznej w Gdyni, Gdynia 2008
- ZESZYTY GDYŃSKIE nr 2 TOŻSAMOŚĆ KULTUROWO-CYWILIZACYJNA GDYNI Gdynia w warunkach współczesnej unifikacji i dywersyfikacji kulturowo-cywilizacyjnej, pod redakcją dr Heleny Głogowskiej i ks. dr. Mirosława Gawrona, Wyższa Szkoła Komunikacji Społecznej w Gdyni, Gdynia 2007
- ZESZYTY GDYŃSKIE NR 1 Tożsamość kulturowo-cywilizacyjna Gdyni, Wyższa Szkoła Komunikacji Społecznej w Gdyni, Gdynia 2006
- Z PRĄDEM I POD PRĄD EPOKI, Publicystyka 1961-1988, A. Piskozub
- MIĘDZY DAWNYMI A NOWYMI LATY, Publicystyka 1989-1996, A Piskozub

## Organizacje studenckie
- Gdyńska Akademia Sztuki (GAS)
- Biuro karier WSKS
- Samorząd studentów WSKS
- Koło naukowe Politicus
- Magazyn g-punkt – gdyński punkt widzenia